# Blue curaçao

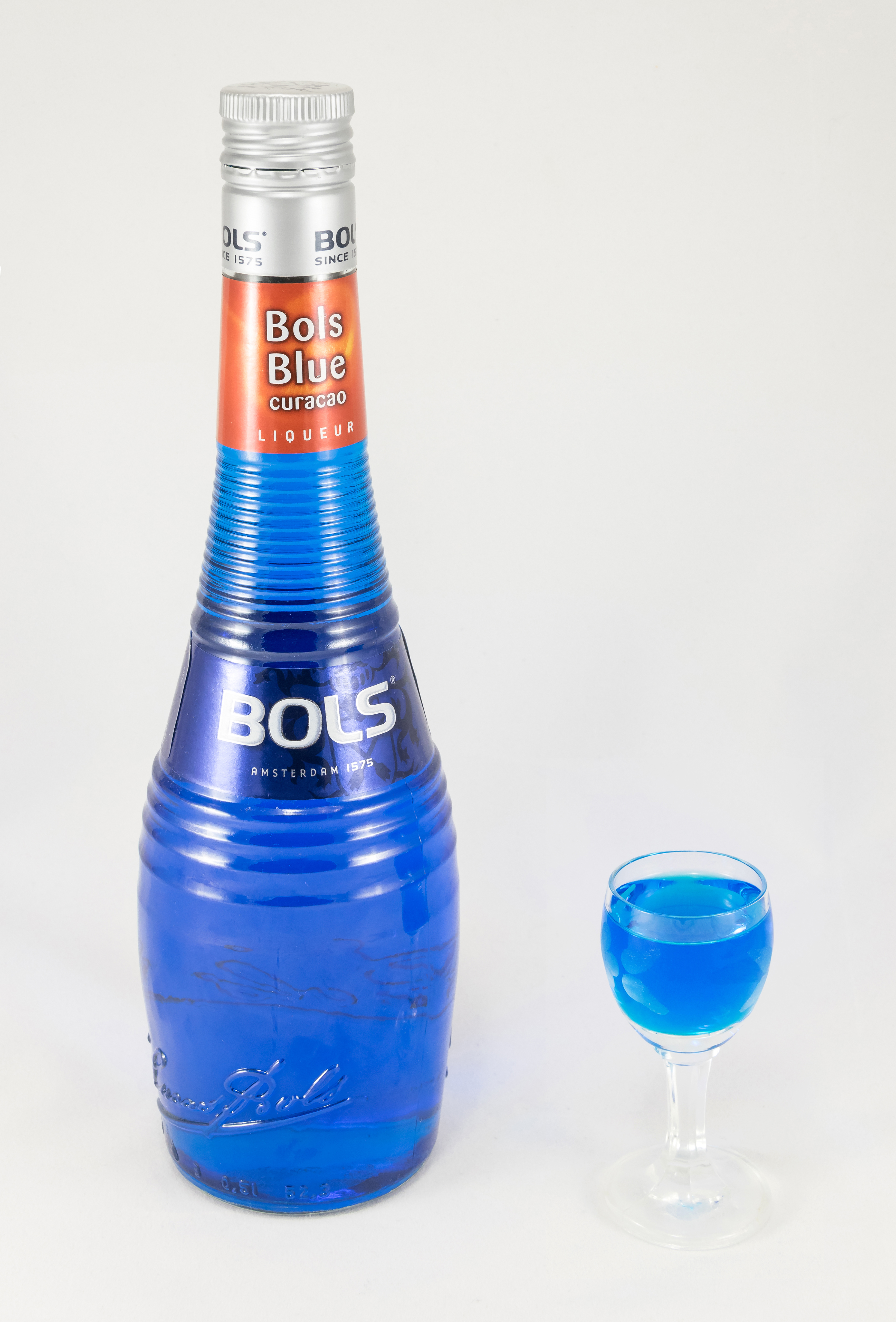
Blue curaçao marki Bols

Blue curaçao – odmiana słodkiego likieru pomarańczowego curaçao o charakterystycznym niebieskim kolorze, który zawdzięcza bezsmakowemu barwnikowi. Z uwagi na intensywny kolor blue curaçao jest popularnym składnikiem drinków. W zależności od marki zawiera różne ilości alkoholu. Oznaczenie triple sec oznacza minimalną zawartość 38% alkoholu. 
Nazwa likieru pochodzi od odmiany gorzkich pomarańczy, które zaś swoją nazwę przejęły od miejsca pierwotnej uprawy – Curaçao, jednej z wysp Antyli.
Najbardziej znani w Polsce producenci blue curaçao to:
- Bols – Bols Blue, zawartość alkoholu 21%
- Toorank – Blue Curaçao Dream, 20%
- De Kuyper – De Kuyper Blue Curaçao, 24%
- Marie Brizard – Marie Brizard Curaçao Bleu, 25%.

Produkowane są również bezalkoholowe syropy blue curaçao, między innymi przez firmy: Finest Call, ROSE'S Cordial Mixer, Monin, Rioba, Polin, Da Vinci Gaurmet.